# النخلة في السعودية
تحظى النخلة في السعودية بمكانة عالية كونها تُعد أحد الرموز الثقافية، حيث تنتشر النخيل منذ القدم في معظم مناطقها، وتعد السعودية من أكثر الدول إنتاجاً وتصديراً واستهلاكاً للتمر، كما ارتبطت النخلة بتراث السعودية وهويتها الوطنية حيث مثّلت مع السيف شعاراً لها.تحتضن السعودية ما يزيد عن 33 مليون نخلة، كما تتوزّع أشجار النخيل في 13 منطقة من مناطقها الإدارية. وحسب إحصائية عام 2021 تأتي السعودية في المرتبة الثانية عالمياً بإنتاج التمور بـمجموع 1.6 مليون طن من التمور.

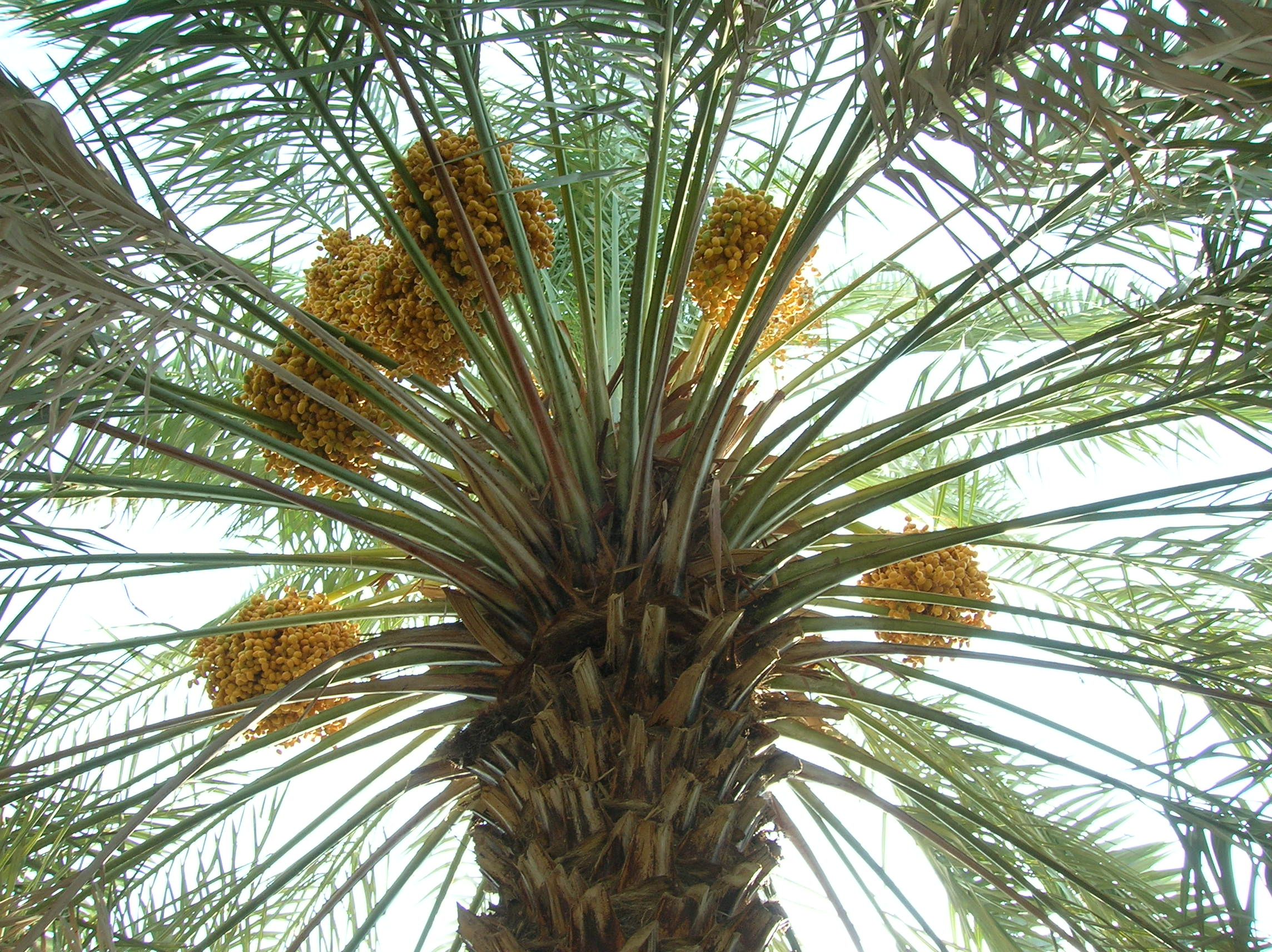
نخيل السعودية

## مكانة النخلة في الإسلام
لدى النخلة مكانة مميزة في الإسلام حيث ذُكرت في عدة مواضع بالقرآن الكريم، كشجرة مباركة من أشجار الجنة، وذُكرت في قصة مريم عليها السلام، وذُكرت كذلك في الأثر عن النبي محمد صلى الله عليه وسلم حيث وصفها بالشجرة الطيبة، وبُني المسجد النبوي من جذوع النخل، وسُنّت عددٌ من السُنن المرتبطة بها كتناول التمر عند الفطر بعد الصيام، كما أن للنخلة مكانة في الشعر العربي إذ كُتبت عنها القصائد والأشعار.

## تسجيلها في اليونسكو
سُجلت النخلة في القائمة التمثيلية للتراث الثقافي غير المادي لدى منظمة الأمم المتحدة للتربية والعلم والثقافة “اليونسكو” عام 2019، لعدة اعتبارات: كونها تراثاً مشتركاً بين عدد من الدول العربية، بالإضافة إلى فرص العمل التي توفرها النخلة للمزارعين الذين يقومون على رعايتها وسقايتها وقطف ثمارها، وللحرفيين الذين يستخدمون سعفها وليفها وكربها في عدد من المنتجات الحرفية، وللتجار الذين يعدون النخلة المنتج الرئيسي لتجارتهم القائمة على زراعتها وحصادها ثم التغليف والبيع، إلى جانب ارتباطها بالتراث الشفهي، حيث تُروى عنها الكثير من القصص والحكايات والقصائد المرتبطة بتاريخ هذه الشجرة وعلاقتها بالإنسان، ولا تخلو هذه القصص من ذكر منافعها الغذائية والمهنية والتجارية والاقتصادية.